# Magnus Ehrencrona
Karl Magnus Ehrencrona, född 31 december 1978 i Helsingborg (Helsingborgs Maria), Malmöhus län, är en svensk politiker (miljöpartist). Han var ordinarie riksdagsledamot 2010–2014, invald för Skåne läns västra valkrets.
Ehrencrona växte upp i stadsdelen Drottninghög i Helsingborg. Han har suttit med i den lokala ledningsgruppen för Miljöpartiet och även varit engagerad i Grön Ungdom. Han gick till val på att förbättra barnens uppväxtvillkor och att bekämpa barnfattigdom, och anser att detta är lika viktigt som miljöfrågan. Andra frågor som är viktiga för honom är gröna jobb, rehabilitering av sjuka kombinerat med ekonomisk ersättning. Han vill också införa allmän arbetslöshetsförsäkring för alla.
Ehrencrona var riksdagsledamot 2010–2014. I riksdagen var han suppleant i civilutskottet, socialförsäkringsutskottet och socialutskottet. Ehrencrona kandiderade även i riksdagsvalet 2014 och blev ersättare, men kom ej att tjänstgöra som ersättare någon gång under mandatperioden 2014–2018.